# Dorcadion tauricum
Dorcadion tauricum là một loài bọ cánh cứng trong họ Cerambycidae.